# Джордж Гордон, 1-й герцог Гордон

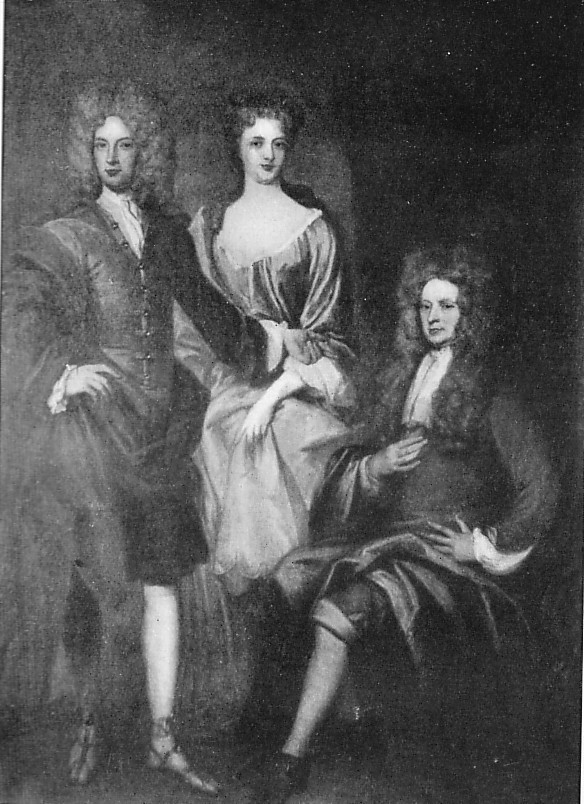
Джордж Гордон — І герцог Гордон зі своїм сином Олександром (згодом ІІ герцог Гордон) і дочкою — Джейн Гордон — герцогиня Перт.

Герб герцогів Гордон — герцогів Річмонда та Леннокса.

Джордж Гордон,  І герцог Гордон (1643 — 7 грудня 1716) — шотландський аристократ, вождь клану Гордон, IV маркіз Гантлі в 1661—1684 роках.

## Життєпис
Джордж Гордон, IV маркіз Гантлі народився в 1643 році. Він був сином Льюїса Гордона, ІІІ маркіза Гантлі і Мері Грант. Він спочатку носив титул графа Ензі, потім він успадкував титул маркіза Гантлі в грудні 1653 року, коли йому було близько чотирьох років. Молодий маркіз здобув освіту в католицькій семінарії у Франції, за традицією вождів клану Гантлі. У 1673 році, коли йому було 24 роки, він поступив у французьку армію короля Людовика XIV і служив під командою знаменитого маршала де Тюренна перед поверненням у Шотландію десь близько 1675 року.
У жовтні наступного — 1676 року, він одружився з леді Елізабет Говард, другою дочкою Генрі Говарда,VI герцога Норфолка. Історик Маскі писав про нього як про людину, що «зробила багато, для жінок у першу чергу, але мала надзвичайне користолюбство, що кидає на його репутацію тінь». Шлюб не був повністю успішним, і пара розлучилася за кілька років до смерті герцога.
1 листопада 1684 року Джордж Гордон отримав титул герцога Гордон. Після того як корону і трон Англії та Шотландії отримав католик король Яків II в 1685 році, герцог Гордон отримав посади комісара Самплі, каштеляна Единбурзького замку, комісара шотландського казначейства, він став кавалером ордена Будяка. Герцог завдячує цим посадам своєму католицизму. Приблизно в цей же час сучасники писали про нього як про «розпусника і піжона, він є римсько-католицьком по вихованню і походженню, але в іншому він дуже мало думає про богоодкровення релігії».
Після «Славної революції» і повалення короля Якова II, герцог Гордон, опираючись на Единбурзький замок почав війну проти протестантських ковенанторів. Проте, він запам'ятався як той, «хто вагався захищати себе» і зрештою здав замок 14 червня 1689 року. Після цих подій в Единбурзі він втік із Шотландії. Потім він зустрівся зі скинутим королем Яковом ІІ у його резиденції в вигнанні в Шато-де-Сен-Жерман-ан-Ле недалеко від Парижа. Після повернення в Шотландію він був помилуваний під чесне слово. Незабаром після цього його герцогиня покинула його і пішла в монастир у Фландрії. Герцог тимчасово повернув собі прихильність корони в часи королеви Анни в 1702 році, і був визнаний нею як Лицар Будяка, коли вона відродила орден 31 грудня 1703 року. Проте, герцог, будучи істинним Гордоном, не міг триматися подалі від неприємностей тривалий час.
У березні 1707 року він був заарештований разом з іншими якобітами та лордами, що підтримували якобітів за те, що готували вторгнення армії якобітів. Довідавшись про це багатостраждальна герцогиня, для якої це було останньої краплею, офіційно розлучилась з ним. Історик Маскі у своїй книзі зауважив, що герцог Гордон «мав прекрасні манери, вмів підтримувати розмову на будь-яку тему, був добре вихований і гарний, вищий середнього росту, носив дорогий і гарний одяг, але надто викличний, нагадував французький».
Герцог помер у селищі Лейте 7 грудня 1716 року. Герцогиня Гордон повернулася до Шотландії після його смерті й жила в абатстві Хілл в Единбурзі до своєї смерті в липні 1732 року. Як і її чоловік, вона була похована в соборі Елгін.

## Родина
Герцог одружився з леді Елізабет Говард і мав з нею двоє дітей:
- Олександр Гордон, ІІ герцог Гордон (1678—1728)
- Леді Джейн Гордон (1691—1773) — вийшла заміж за Джеймса Драммонда,ІІ герцога Перт і мала з цим чоловіком проблеми.